# Куско (футбольный клуб)
«Ку́ско» (исп. Cusco Fútbol Club) — перуанский футбольный клуб из города Куско. Клуб был основан 16 июля 2009 года и играет в первом дивизионе чемпионата Перу по футболу. До 2019 года назывался «Реа́л Гарсила́со» (исп. Real Garcilaso).

## История

### Основание
«Реал Гарсиласо» был основан 16 июля 2009 года под названием Asociación Civil Real Atlético Garcilaso по инициативе бывших учеников Большой объединённой школы «Инка Гарсиласо де ла Вега». Команда из Куско является одной из перуанских команд, которая имеет свою собственную академию, которая называется «Голубой дом» (исп. Casa Celeste). Недавно клуб приобрёл 40 акров земли в округе Оропеса, где намерен построить свой собственный стадион и штаб-квартиру.
В первом же сезоне во Второй лиге округа Куско «Реал Гарсиласо» стал чемпионом, заработав право участия в Первом дивизионе округа Куско. Таким образом, он смог принять участие в Кубке Перу. В 2011 году клуб стал чемпионом района, провинции и округа Куско. В том же году он дошёл до национального этапа Кубка Перу, где проиграл «Уракану» из Арекипы.

### Кубок Перу 2011
Перед началом своего участия в Кубке Перу «голубые» соревновались в Торнео Интермедио, известный также как Кубок Инков, в котором они дошли до четвертьфинала, где проиграли «Спорту» Анкаш. Однако были обыграны такие команды, как «Депортиво Гарсиласо», «Сьенсиано» и УТК.
«Реал» начал свой путь в Кубке Перу начиная с регионального этапа, проиграв на национальном этапе в прошлом году. Он стал первым в своей группе и во второй раз в своей истории попал в национальный этап.
В 1/8 финала национального этапа он прошел «Унион Минас» после того, как сыграл вничью 0:0 в Оркопампе и победил 4:2 в Куско. В четвертьфинале он встретился с командой, которая обыграла его в прошлом году, — «Ураканом» Арекипа. Выиграв в Куско 3:0 и проиграв в Арекипе 2:0, он прошёл дальше. В полуфинале он одержал победу над «Альянса Универсидад» с общим счётом 4:3, выиграв 2:0 дома и проиграв 3:2 в Уануко. В финале турнира он встретился с «Пасифико». Выиграв в первом матче в Куско 3:1 и проиграв в ответном матче 1:0, «Реал» на стадионе «Альберто Гальярдо» стал обладателем Кубка Перу. При этом «Реал» в первый раз в своей истории вышел в Первый дивизион Перу.

### Вице-чемпион Перу 2012
В 2012 году под руководством главного тренера Фредди Гарсии «Реал» начал своё участие в Дессентралисадо. Набрав после 44 игр 82 очка с 24 победами, 10 ничьими и 10 поражениями, он занял первое место в Лигилье B, которое дало ему право сыграть в плей-офф против «Спортинга Кристал».
В первом матче на стадионе «Гарсиласо де ла Вега» «Спортинг» выиграл благодаря голу Хуниора Росса. В ответном матче, состоявшемся на Национальном стадионе, победу с минимальным счётом снова одержали «пивовары». Таким образом, «голубые» стали вице-чемпионами Перу и получили право участвовать в Кубке Либертадорес 2013.

### Кубок Либертадорес 2013
«Реал» начал турнир с домашней ничьей против колумбийского «Индепендьенте Санта-Фе». Нападающий гостей Кристиан Борха открыл счёт на 15-й минуте. Сделал счёт ничейным Роландо Богадо, забив сильным ударом головой на 75-й минуте. В своей второй игре в Кубке Либертадорес и первой на выезде «Реал Гарсиласо» одержал важную победу над парагвайским «Серро Портеньо» благодаря голу аргентинца Альфредо Рамуа на 87-й минуте и стал, таким образом, первой перуанской командой, которая обыграла «циклон» в Асунсьоне.
26 февраля «Реал» в гостях обыграл другой колумбийский клуб «Депортес Толима» благодаря голу Йоширо Саласара. После этой победы он стал первой перуанской командой, выигравшей в Ибаге. Кроме того, впервые за 31 год команда из Перу начала турнир с двух побед в гостях подряд. Последний раз это удалось «Мельгару» в 1982 году.
После крупного поражения 3:0 дома от «Депортес Толимы» команда «Нефтяника» Гарсии реабилитировалась и разгромила «Серро Портеньо» со счётом 5:1. Шесть дней спустя «Реал» отправился в Боготу, где проиграл «Индепендьенте» Санта-Фе после голов Вильдера Медины и Кристиана Борхи. Несмотря на поражение, команда из Куско вышла в плей-офф с десятью очками.
В первом матче 1/8 финала против уругвайского «Насьоналя», прошедшем в Куско, «Реал» победил со счётом 1:0 благодаря голу Роландо Богадо. В ответном матче, состоявшемся на стадионе «Сентенарио», уругвайцы одержали победу с таким же счётом. Общий счёт по итогам двух встреч стал 1:1, поэтому была назначена серия послематчевых пенальти без дополнительного времени. В серии пенальти со счётом 4:1 победил «Реал». Таким образом, команда-открытие этого турнира вышла в четвертьфинал, попав в число восьми лучших команд Южной Америки.
В четвертьфинале перуанцы снова встретились с колумбийским «Индепендьенте Санта-Фе». В первом матче, прошедшем в Куско, после голов Франсиско Месы, Вильдера Медины и Франсиско Куэро гости одержали победу со счётом 3:1. Единственный мяч у хозяев забил Альфредо Рамуа. В ответном матче колумбийцы вновь были сильнее — 2:0.

### ФК «Куско»
В декабре 2019 года руководство «Реала Гарсиласо» объявило о переименовании клуба в ФК «Куско».

## Стадион
Стадион «Инка Гарсиласо де ла Вега» является спортивной ареной и находится в Куско на высоте 3366 метров.
Стадион находится в собственности Перуанского спортивного института, и на нём проводят свои домашние матчи «Реала Гарсиласо» и «Сьенсиано», которые участвуют в Первом дивизионе Перу. Также здесь свои домашние матчи в Кубке Перу проводит «Депортиво Гарсиласо».
Стадион был открыт в 1950 году и был рассчитан на 22 тыс. зрителей, однако, из-за проведения в 2004 году в Перу Кубка Америки его вместимость была расширена до 42 056 зрителей.

## Форма
- Домашняя форма: голубые футболки с белой каймой, голубые шорты с белыми полосами по бокам, голубые гетры с белой каймой.
- Гостевая форма: белые футболки с голубой каймой, белые шорты, белые гетры с голубой каймой.

### Спортивный и титульный спонсоры
| Годы                 | Спонсор                 |
| -------------------- | ----------------------- |
| 2009-2011            | Julio’s Export & Import |
| 2012                 | Walon                   |
| 2013-настоящее время | Marathon                |

| Годы                 | Спонсор                 |
| -------------------- | ----------------------- |
| 2009-2011            | Julio’s Export & Import |
| 2012-настоящее время | I-RUN                   |

## Статистика клуба
- Сезонов в Первом дивизионе: 9 (с 2012 по настоящее время)
- Лучший результат в Первом дивизионе: 2-е место (2012, 2013, 2017)

- Лучший бомбардир:

-  Энди Пандо (27 голов в Дессентралисадо 2012)

## Титулы и достижения
- Вице-чемпион Перу (3): 2012, 2013, 2017
- Обладатель Кубка Перу (1): 2011

## Участия в международных турнирах
- Кубок Либертадорес (4): 2013, 2014, 2018, 2019
- Южноамериканский кубок (2): 2016, 2020